# Selong (plaats)

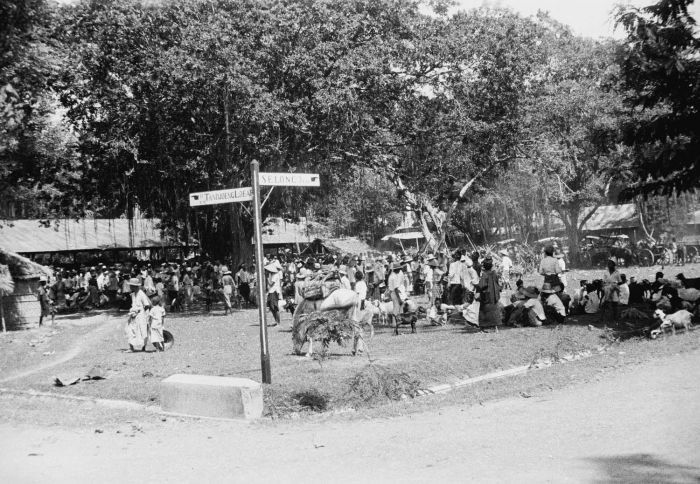
Richtingbord bij een markt in de omgeving van Selong (1949).

Selong is een plaats in Indonesië, gelegen op het eiland Lombok. Het is de hoofdplaats van Oost-Lombok.